# Show Praça Onze
"Praça Onze" foi um show de televisão produzido e exibido pela TV Rio, que sucedeu ao Noites Cariocas nas noites de sexta, entre 1965 e 1967, retratando aquela região da cidade do Rio de Janeiro que foi um dos locais mais elegantes da mesma no final do século XIX e início do século XX. Foi também o berço das escolas de samba, que iniciaram seus desfiles na praça nos anos 30. O programa intercalava números musicais e quadros humoristicos. As músicas eram compostas por João Roberto Kelly, Monsueto e Zé Keti e os textos do programa eram de Meira Guimarães e J. Rui.O Programa atingiu tanta audiência na época, que seu tema de abertura foi uma das músicas de maior sucesso no carnaval de 1966 na voz de Dalva de Oliveira.
"Esta é a Praça Onze tão querida/
Do carnaval a própria vida/
Tudo é sempre carnaval/
Vamos ver desta Praça a poesia/
E sempre em tom de alegria/
Fazê-la internacional/
A Praça existe alegre ou triste/
Em nossa imaginação/
A Praça é nossa e como é nossa/
No Rio quatrocentão/
Este é o meu Rio boa praça/
Simbolizando nesta Praça/
Tantas praças que ele tem/
Vamos da Zona Norte a Zona Sul/
Deixar a vida toda azul/
Mostrar da vida o que faz bem/
Praça Onze, Praça Onze"

## Referência
- https://web.archive.org/web/20100726124222/http://www.museudatv.com.br/historiadasemissoras/tvrio.htm
- http://www.letras.com.br/marchinhas-de-carnaval/rancho-da-praca-onze